# Taudactylus diurnus
Taudactylus diurnus är en groddjursart som beskrevs av Ian Rothwell Straughan och Lee 1966. Taudactylus diurnus ingår i släktet Taudactylus och familjen Myobatrachidae. IUCN kategoriserar arten globalt som utdöd. Inga underarter finns listade i Catalogue of Life.